# Eugène Boullet

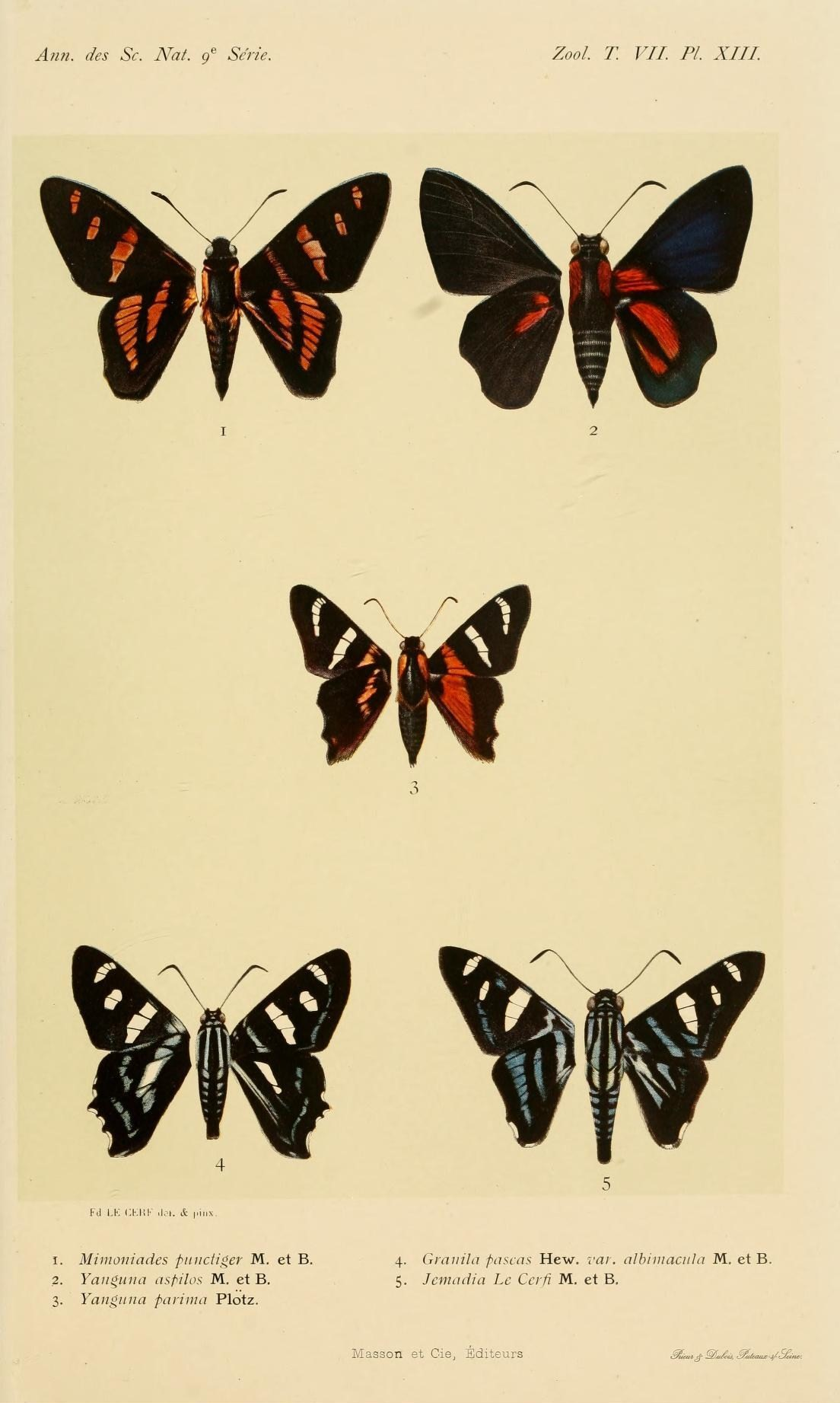
Planche in Essai de révision de la famille des hespérides 1908.

Victor Joseph Eugène Anatole Boullet, né le 1er juillet 1847 à Acheux-en-Amiénois et mort le 15 février 1923 à Canteleu, est un naturaliste, entomologiste et collectionneur français.
Il a décrit avec Paul Mabille un grand nombre d'Hesperiidae des tropiques.
Il est l'auteur du Catalogue de la collection de Lépidoptères du Muséum national d'histoire naturelle de Paris. I, Famille Papilionidae (1921) en collaboration avec Ferdinand Le Cerf. Il était banquier à Corbie et fort aisé.

## Travaux
Sa collaboration avec Le Cerf, entomologiste au Muséum national d'histoire naturelle a commencé en 1905 avec l'approbation de Bouvier. Boullet payait un technicien, chargé exclusivement de la préparation des papillons; tous les mois, Le Cerf envoyait à Corbie des spécimens de la famille qui était en train d'être classée. Ils lui étaient rendus à Paris lorsque Boullet s'y rendait tous les mois pendant deux ou trois jours.
La totalité de la collection de  Boullet concernant ses insectes du monde, surtout des papillons (25 000 lépidoptères, une collection exceptionnellement riche d'Hesperiidae et de Papilionidae; Heliconiinae et Satyridae et comprenant nombre de rares et précieux Morpho, Agrias et Ornithoptera) est léguée à sa mort (accompagnée d'une somme importante pour son entretien) au Muséum national d'Histoire naturelle de Paris where. Ce même musée conserve aussi ses collections de Coleoptera, de Diptera et d'Hymenoptera.
Boullet fit de nombreux voyages en Europe et en  Afrique du Nord prenant des photographies-stéréo de sites archéologiques. Il maintenait à Corbie un orchidarium exceptionnel comprenant 4 000 espèces, cultivars et hybrides et une serre de Nymphaeaceae avec notamment des nénuphars de Victoria. C'était aussi un collectionneur de timbres renommé (39 000 pièces).
Eugène Boullet était membre de la Société entomologique de France. Deux rues à Acheux-en-Amiénois et à Corbie lui sont dédiées.
Sa collection d'orchidées a été donnée au jardin des plantes de Rouen en 1936.

## Quelques œuvres
Avec Le Cerf
- Boullet, E. et Le Cerf, F. L. (1912): Catalogue de la collection de lépidoptères du Muséum national d'Histoire naturelle de Paris. I. Famille Papilionidae, Imprimérie Nationale, Paris pdf
- Boullet, Eugène et Le Cerf, Ferdinand (1912) Descriptions sommaires de formes nouvelles de Papilionidae (Lep.), in Bulletin de la Société entomologique de France 1912 (6), pp. [141-143]
- Boullet, Eugène et Le Cerf, Ferdinand (1912): Descriptions sommaires de formes nouvelles de Papilionidae (Lep.). de la collection du Muséum de Paris (2e note) Bulletin de la Société entomologique de France 1912 (11), pp. [246-247]
- Boullet, E. (1913): Description d'une forme femelle de Baronia brevicornis Godm. et Salv. (Lep. Papilionidae), in  Bulletin de la Société entomologique de France 1913(3), pp. [99-101, 2 figs.]

Avec Mabille
- 1908 Essai de révision de la famille des hespérides, in Annales des Sciences naturelles (Zoologie) (9) 7 (4/6): 167 207, pls. 13-14
- 1912 Essai de révision de la famille des hespérides, in Annales des Sciences naturelles (Zoologie) (9) 16 (1/4): 1 159, 2 pls.
- 1916 Description d'hespérides nouveaux (Lep. Hesperiinae, Sect. B), in Bulletin de la Société entomologique de France 1916 (15): 243-247
- 1917 Description d'hespérides nouveaux (Lep. Hesperiinae, Sect. B), in Bulletin de la Société entomologique de France 1916 (20): 320-325
- 1917 Description d'hespérides nouveaux (Lep.), in Bulletin de la Société entomologique de France 1917 (1): 54-60
- 1917 Description d'hespérides nouveaux (Lep. Hesperiinae, Sect. B), in Bulletin de la Société entomologique de France 1917(4): 97-101
- 1919 Essai de révision de la famille des hespérides, in Annales des Sciences naturelles (Zoologie) (10) 2 (4/6): 199-258

## Distinctions
- Officier de l'Instruction publique
- Officier de l'ordre du Mérite agricole
- Chevalier de la Légion d'honneur (décret du 7 février 1906)